# Трояновский, Марк Антонович
Марк Анто́нович Трояно́вский (19 декабря 1907, Санкт-Петербург — 22 октября 1967, Москва) — советский оператор, кинорежиссёр, сценарист. Фронтовой кинооператор во время Великой Отечественной войны. Заслуженный деятель искусств РСФСР (1965), лауреат двух Сталинских премий (1947, 1948).

## Биография
Родился 6 (19) декабря 1907 года в Санкт-Петербурге в семье потомственных дворян Варшавской губернии, отец — Антон Антонович Трояновский был военным врачом, родной брат отца — Александр Антонович, революционер, впоследствии советский дипломат.
В кино с 1927 года, был оператором на фабрике «Совкино» в Москве, работал в мультцехе у художника Юрия Меркулова, затем в мастерской Александра Птушко. Окончил Государственный техникум кинематографии (1929), мастерскую А. Л. Птушко. В 1931—1933 годах — оператор кинофабрики «Межрабпомфильм».
В 1932 году участвовал в экспедиции на ледоколе «Александр Сибиряков» по Северному Морскому пути. В пути у ледокола льдами были разрушены гребные винты, практически под самодельными парусами корабль вышел в Тихий океан, для ремонта ледокол был направлен в Японию, где был снят полнометражный фильм «Большой Токио». С июня 1933 года работал на «Союзкинохронике».
В 1934 году по приглашению Отто Шмидта вместе с киногруппой стал участником экспедиции на корабле «Челюскин». После того, как корабль был зажат льдами, вместе с небольшим отрядом («отряд Муханова») на собаках ушёл на материк для вывоза отснятого материала.
В 1936 году вновь участвовал в экспедиции по Северному морскому пути в составе секретной экспедиции особого назначения (ЭОН-3). Это был первый успешный проход целой группы судов по Северному морскому пути за одну навигацию. В походе участвовало до 14 кораблей, включая ледоколы. Переход ЭОН-3 положил начало формированию Тихоокеанского флота СССР.
В 1937 году был единственным оператором, включённым в первую экспедицию на Северный полюс с высадкой группы Ивана Папанина. Созданный Трояновским фильм «На Северном полюсе», купленный 32 странами, окупил в валюте все расходы на авиационную транспортировку экспедиции на четырёх четырёхмоторных и одном двухмоторном самолёте.
 В начале 1938 года участвовал в морской экспедиции по эвакуации папанинцев с дрейфующей льдины (научной станции «Северный полюс»). 
В 1939 году вёл съёмки секретной полярной экспедиции ЭОН-1 (киноматериалы до сих пор закрыты).
В 1941 году в звании капитана был призван в ряды РККА. C 24 июня 1941 года руководил фронтовой киногруппой Южного фронта. Материалы использовались в выпусках Союзкиножурнала, в числе первых съёмок — оборона Одессы.
 Приехав в конце октября 1941-го в Москву по служебным делам, принял участие в съёмках Парада на Красной площади 7 ноября 1941 года, когда предположительно по вине органов НКВД речь Сталина не была заснята на параде. Как оператора, имевшего опыт работы со звуком и знавшего комбинированные съемки, на съёмку назначили М. Трояновского. Постановочная съёмка «Выступление Сталина на параде 1941 года» происходила 27 ноября 1941 в декорации Мавзолея на фоне Кремлёвской стены, построенной в Георгиевском зале Большого Кремлёвского дворца. От студии был режиссёр Леонид Варламов, на съёмке присутствовал также начальник охраны Николай Власик. Потребовалось сделать два дубля, съёмка описана Трояновским в дневниках, опубликованных в 2004 году.
В 1942—1943 годах был руководителем киногрупп Закавказского и Северо-Кавказского фронтов. На основе снятого им материала в 1943 году был сделан полнометражный фильм «Битва за Кавказ» (режиссёр Л. Варламов), по неизвестным причинам упоминание о Малой земле было исключено из фильма, также не был выпущен подготовленный киноочерк «Малая Земля».
 С конца 1943 года возглавлял отдел фронтовых киногрупп на ЦСДФ в Москве и одновременно был назначен заместителем главка по хроникальному кино в Комитете по делам кинематографии при СНК СССР — «Главкинохроники». В 1944 году добился отправки на фронт, где руководил фронтовыми киногруппами 2-го Белорусского фронта. Окончание войны встретил в Берлине.
В конце 1940-х — до середины 1950-х снимал полярные экспедиции, делал фильмы об освоении Арктики. Фильм «В центре Арктики» (1955) в том же году получил 2-ю премию по категории «лучший документальный географический фильм» на фестивале в Венеции.

В результате поездки в Хельсинки на Летние Олимпийские игры 1952 года, где возглавлял съёмочную группу операторов ЦСДФ, написал письмо министру кинематографии СССР И. Большакову о слабой технической вооружённости советской киногруппы по сравнению с зарубежными коллегами и срочной необходимости выпуска новой техники.

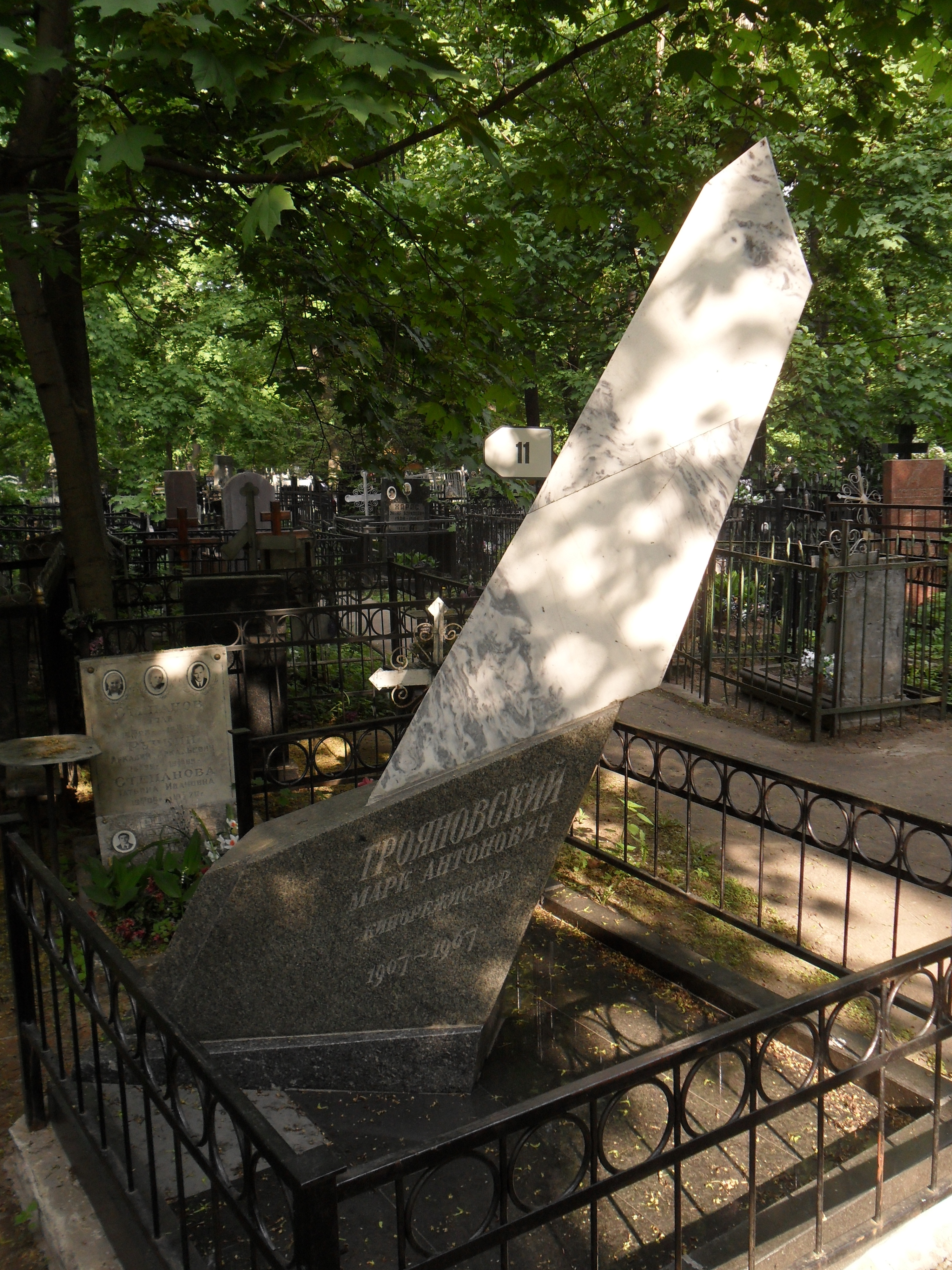
Могила М. А. Трояновского на Ваганьковском кладбище

С 1956 по 1961 год работал в Сирии и Египте, снимал строительство Асуанской плотины. В 1961—1962 годах участвовал в первом трансконтинентальном перелёте самолётов Управления Полярной Авиации (Ил-18В и Ан-10) в Антарктиду по маршруту Москва — Ташкент — Дели — Рангун — Дарвин — Сидней — Крайстчерч — Мак-Мёрдо — Мирный.
 Режиссёр кинопериодики студии: «Новости дня», «Пионерия», «Союзкиножурнал», «Страна советская». В 1964—1967 годы работал над сценариями документальных фильмов (остались нереализованными).
Член Союза кинематографистов СССР (Москва) с 1956 года.
Скончался 22 октября 1967 года в Москве. Похоронен на Ваганьковском кладбище (11 уч.).

### Семья
Первый брак во время учёбы в ГТК. Вторая жена — Тамара Августовна Шарапова (1914—1999).

Третья жена — Елизавета Дмитриевна Уварова-Трояновская (1923—2015), критик, историк театра, эстрады, составитель книги о М. А. Трояновском. Сыновья-близнецы (род. 1956):
- Алексей Маркович Трояновский, кандидат физико-математических наук (1988), заместитель директора Института физических проблем им. П. Л. Капицы РАН.
- Сергей Маркович Трояновский, биолог

- Внук – Трояновский, Антон Сергеевич, журналист.

## Фильмография
- 1927 — Наш ответ Чемберлену (анимационный)
- 1927 — Пропавшая грамота (анимационный)
- 1927 — Руки прочь от Китая! (анимационный)
- 1927 — Цыплят по очени считают (анимационный)
- 1928 — Всесоюзная спартакиада (совм. с группой операторов)
- 1928 — Книжная полка сельпо рекламный фильм
- 1928 — Случай на стадионе рекламный фильм
- 1928 — Сто приключений (Театральный абонемент) (анимационный)
- 1928 — Шифрованный документ (анимационный)
- 1929 — Партизаны полей
- 1929 — Советский лён
- 1931 — Слово большевика
- 1933 — Два океана (совм. с Я. Купером)
- 1933 — Большой Токио (совм. с Я. Купером)
- 1934 — Герои Арктики (совм. с А. Шафраном, Н. Вихиревым, Н Самгиным, В. Микошей)
- 1934 — Челюскин (совм. с А. Шафраном)
- 1934 — Челюскинцы (режиссёр, оператор совм. с А. Шафраном)[8]
- 1935 — Есть метро (совм. с Алексеем Лебедевым, Н. Степановым)
- 1937 — На Северном полюсе (режиссёр, оператор)
- 1937 — Северный полюс завоёван нами киножурнал
- 1938 — Три героини
- 1938 — Папанинцы (совм. с Г. Симоновым, Я. Славиным)
- 1938 — Песня молодости (совм. с В. Доброницким, М. Ошурковым, В. Беляевым, И. Авербахом)
- 1940 — Казахстан (совм. с А. Брантманом, В. Доброницким, Б. Маневичем, И. Теплухиным)
- 1940 — Наше кино (совм. с М. Ошурковым, Е. Мухиным)
- 1941 — День в колхозе им. Ленина (режиссёр)
- 1941 — За чистоту
- 1941 — XXIV-й Октябрь. Речь И. В. Сталина (совм. с группой операторов)
- 1942 — Наш русский фронт / Our Russian Front (использованы снятые им кадры)
- 1943 — Приговор народа (совм. с А. Левитаном, Д. Шоломовичем, Л. Котляренко, Г. Аслановым, С. Стояновским)
- 1944 — Кавказ (совм. с группой операторов)
- 1945 — XXVIII-ой Октябрь (совм. с группой операторов)
- 1945 — Албания (совм. с Р. Карменом)
- 1945 — В Померании (совм. с группой операторов)
- 1945 — Кинодокументы о зверствах немецко-фашистских захватчиков (совм. с группой операторов)
- 1945 — Парад Победы (совм. с группой операторов)
- 1946 — Молодость нашей страны (совм. с В. Доброницким, С. Семёновым)
- 1946 — Пребывание участников сессии Исполкома Всемирной Федерации в Москве (совм. с Б. Шером, В. Штатландом)
- 1947 — Всесоюзный парад физкультурников 1947 года (совм. с И. Беляковым, В. Доброницким)
- 1947 — На всеармейских конно-спортивных соревнованиях (режиссёр)
- 1947 — Почин Василия Матросова
- 1948 — К центру Арктики (Север — 2) (режиссёр, оператор совм. с В. Фроленко, Е. Яцуном)
- 1949 — XXXII-ой Октябрь (совм. с группой операторов)
- 1949 — В центре Арктики (Мурманские берега) (режиссёр, оператор совм. с группой операторов)
- 1949 — День Воздушного флота СССР (совм. с группой операторов)
- 1949 — Торжественное заседание в честь 70-летия И. В. Сталина
- 1950 — К высоким широтам («Енисей-1») (режиссёр, оператор совм. с Л. Котляренко, Е. Яцуном)
- 1951 — Монгольская Народная Республика (режиссёр и оператор)
- 1953 — XV Олимпиада (тяжёлая атлетика) (режиссёр совм. с И. Венжер)
- 1953 — Пятнадцатые олимпийские игры (режиссёр совм. с И. Венжер, оператор совм. с Г. Монгловской, А. Сологубовым, А. Хавчиным)
- 1954 — Во льдах Центральной Арктики (режиссёр)
- 1954 — Остров Сахалин (сценарий совм. с И. Осиповым)
- 1955 — В центре Арктики — (сценарий совм. с М. Червенко, А. Штепенко, режиссёр, оператор совм. с группой операторов)
- 1956 — Интервенты, вон из Египта (режиссёр)[9]
- 1956 — Иранская парламентская делегация в Советском Союзе (режиссёр)
- 1957 — В Египте (режиссёр)
- 1957 — Советская промышленная выставка в Египте (совм. с А. Зенякиным, А. Сёминым)
- 1958 — Грядущему навстречу (режиссёр)
- 1958 — Крепнет советско-египетская дружба (режиссёр)
- 1958 — Памятники древнего Египта (режиссёр)
- 1959 — Большой праздник в Ираке (режиссёр)
- 1959 — Гости из Ирака (режиссёр)
- 1959 — Министр земледелия США в СССР (режиссёр)
- 1960 — Мечта феллахов — (режиссёр, оператор совм. с Г. Земцовым)
- 1960 — На 5-й сессии Верховного Совета СССР (режиссёр)
- 1960 — На Всероссийском съезде учителей (режиссёр)
- 1960 — Солидарность (режиссёр)
- 1961 — В древнем Каире (режиссёр)
- 1961 — Город у подножья пирамид (режиссёр)
- 1961 — Кинодокументы об О. Ю. Шмидте (режиссёр)
- 1962 — Континент мира (режиссёр, оператор)
- 1962 — Москва-Антарктида (режиссёр, оператор)
- 1963 — Гнев народа Японии (режиссёр)
- 1963 — Отто Юльевич Шмидт (совм. с П. Новицким, И. Трояновским, А. Шафраном)
- 1963 — Ф. Кастро — гость Волгограда (режиссёр)
- 1964 — Восьмое чудо света (режиссёр совм. с И. Сеткиной)
- 1964 — Гости из Браззавиля (режиссёр)
- 1964 — Свет Асуана (режиссёр)
- 1964 — Утро древнего Йемена (режиссёр)
- 1965 — Немецкие друзья (режиссёр)
- 1966 — Сокровищница ленинизма (режиссёр совм. с И. Венжер)
- 1967 — Асуан — символ дружбы! (режиссёр)

## Награды и премии
- орден Трудового Красного Знамени (17.12.1932) — за работу в экспедиции ледокола «Александр Сибиряков»[10]
- орден «Знак Почёта» (25.02.1937) — за выполнение важнейших заданий в северных морях[11]
- орден Красной Звезды (27.06.1937) — за участие в экспедиции на Северный полюс[12]
- медаль «За боевые заслуги» (10.2.1942)[13]
- медаль «За оборону Одессы» (22.12.1942)
- орден Ленина (14.4.1944) — за фронтовые киносъёмки[14]
- медаль «За оборону Кавказа» (01.05.1944)
- орден Отечественной войны I степени (21.2.1945)[15]
- Сталинская премия первой степени (1947) — за фильм «Молодость нашей страны» (1946)[16]
- Сталинская премия второй степени (1948) — за фильм «Всесоюзный парад физкультурников 1947 года»[17]
- орден Трудового Красного Знамени Монголии (1951) — за фильм «Монгольская Народная Республика» (1951)
- орден Ленина (1955) — за съёмки в Арктике в 40—50-х годах[18]
- премия по категории «Лучший документальный географический фильм» на фестивале в Венеции (1955) — за фильм «В центре Арктики» (1955)
- орден «Знак Почёта» (1962) — за участие в перелёте Москва-Антарктида-Москва
- Заслуженный деятель искусств РСФСР (1965)[19]